# Terrence J
Terrence J de son vrai nom Terrence Jenkins, est un acteur et présentateur de télévision américain né le 21 avril 1982 dans le Queens à  New York (États-Unis). Il est surtout connu pour avoir présenté l'émission 106 & Park avec Raquel Roxanne Diaz de 2006 à 2012  sur la chaîne de télévision américaine Black Entertainment Television, ainsi que le coprésentateur de E! News de 2012 à 2015. Il est également connu en tant qu'acteur pour avoir joué dans Think Like a Man, Think Like a Man Too et The Perfect Match.

## Biographie
Terrence J est né dans le Queens, à New York, et a grandi principalement dans Raleigh et Rocky Mount, en Caroline du Nord. Il a étudié à Northern Nash High à Rocky Mount. Pendant ce temps, Terrence a travaillé à la radio américaine WRSV comme un DJ jusqu'à ce qu'il soit diplômé de l'école secondaire. Il a ensuite été diplômé de l'Université agricole et technique d'État de Caroline du Nord (North Carolina Agricultural and Technical State University). Il a également travaillé en tant que DJ à la station de radio locale 102 Jamz à Greensboro.

## Carrière
Après avoir obtenu son diplôme en 2004, il a travaillé dans une entreprise de sport à Daytona Beach, en Floride.
En 2008, Terrence J est le nouveau modèle de la marque de vêtement Sean John de Sean Combs.
En 2010, il a joué dans le film Steppin' 2, et est apparu aux côtés de Christina Aguilera et Cher dans le film Burlesque dans le rôle de Dave, le DJ. Il a également joué en 2006 dans la quatrième saison de la sitcom américaine The Game et dans le film The Heart Specialist.
Ensuite en 2012, Terrence a joué dans le film Think Like a Man de Tim Story adaptation du best-seller "Soyez femme, mais pensez comme un homme" de Steve Harvey. Le 4 septembre 2012, il a été nommé coprésentateur de E! News, en remplacement de Ryan Seacrest.
En 2013, il sort son premier livre intitulé "The Wealth of My Mother's Wisdom".
En 2016, il a présenté le 65e concours de beauté Miss USA avec Julianne Hough et Ashley Graham.

### Jenkins Entertainment Group
Terrence J est le cofondateur de Jenkins Entertainment Group, une entreprise spécialisée dans le marketing.

## Filmographie

### Films
- 2006 : The Heart Specialist de Dennis Cooper
- 2010 : Steppin' 2 de Rob Hardy : Ty
- 2010 : Burlesque de Steve Antin : Dave
- 2011 : White T de Lance Frank : Raekwon
- 2012 : Think Like a Man de Tim Story : Michael
- 2012 : Sparkle de Salim Akil : lui-même
- 2013 : Destination Love de David E. Talbert
- 2013 : Battle of the Year de Benson Lee : lui-même
- 2014 : Think Like a Man Too de Tim Story : Michael
- 2015 : Entourage de Doug Ellin : lui-même
- 2016 : The Perfect Match de Bille Woodruff : Charlie

### Émissions télévisées
- 2009 : Les sœurs Kardashian à Miami
- 2006-2012 : 106 & Park (présentateur)
- 2012-2015 : E! News (présentateur)
- 2013 : Food Network Star (Guest-star, 1 épisode)
- 2016 : Coupled (présentateur)

### Séries télévisées
- 2011 : The Game : Dante Jeune (saison 4, 4 épisodes)
- 2013 : Big Time Rush : (lui-même) (2 épisodes)
- 2019 : Scream: Resurrection : coach Griffin

### Clips Vidéos
- 2008 - Estelle : American Boy